# Josef Noiret
Josef Noiret (28. februar 1927 – 17. januar 2012) var en belgisk maler, forfatter og digter. Han var grundlægger af avant-garde-bevægelsen COBRA og Review Phantomas.